# Géographie de la Lozère
Située au cœur du Massif central, la Lozère est caractérisée par une géologie assez complexe et une géomorphologie très variée. Quatre massifs montagneux très différents se la partagent : l'Aubrac et la Margeride au nord, les Causses et les Cévennes au sud ; les deux ensembles étant séparés par la haute vallée du Lot.

Carte topographique de la Lozère.

## Les monts d'Aubrac

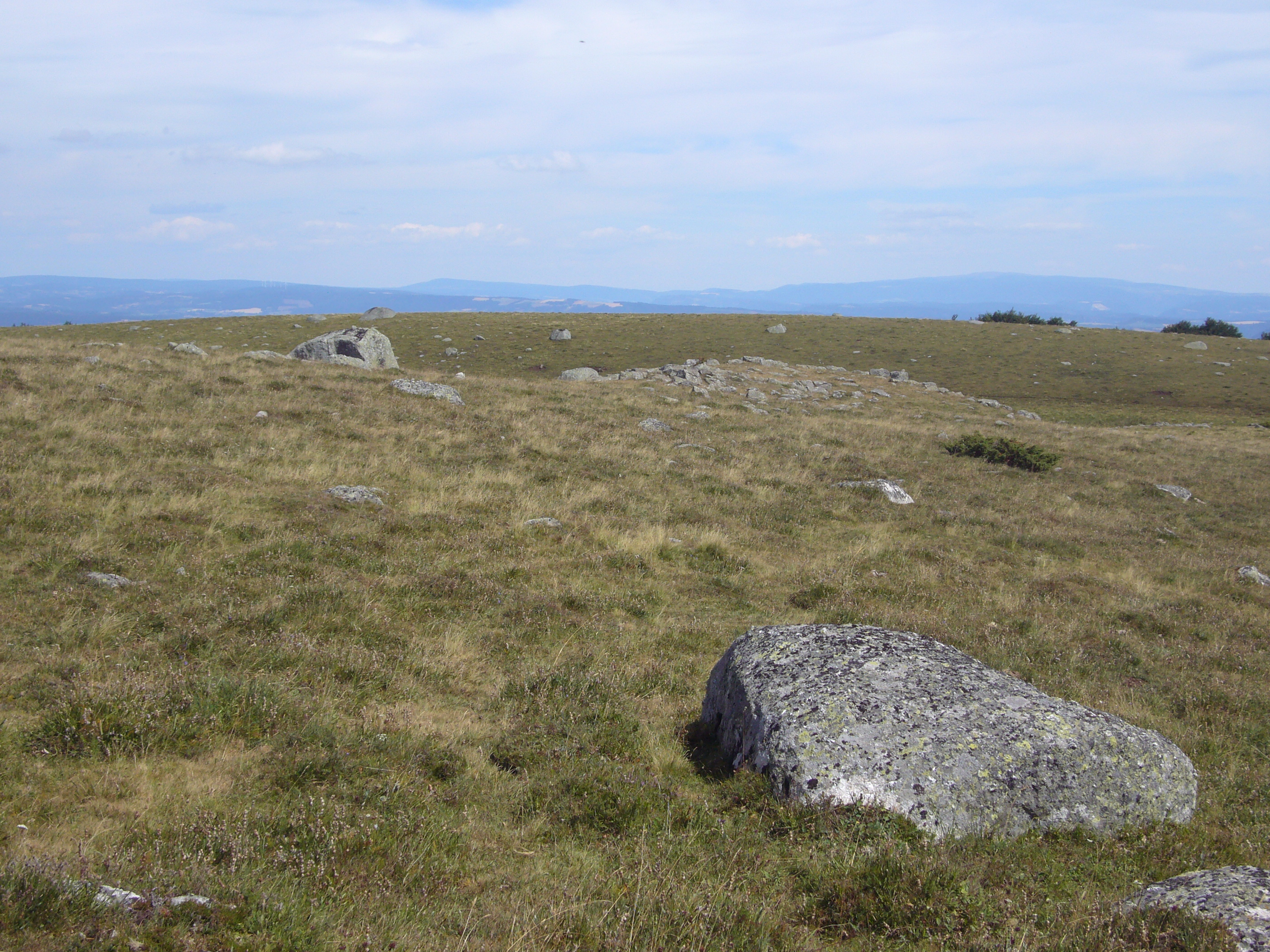
La montagne de Rabios dans les monts d'Aubrac.

Les monts d'Aubrac, au nord-ouest, sont formés d'une longue échine basaltique aux sommets peu marqués qui domine, un peu plus à l'est, un haut plateau granitique. L'ensemble a été modelé par les glaciations du Quaternaire. L'altitude est comprise entre 1 000 et 1 470 m. Le climat, analogue à celui qui prévaut dans les monts d'Auvergne, est froid et humide, soumis surtout à des influences atlantiques. En raison de la fertilité du substrat volcanique et de l'humidité du climat, les pâturages sont riches et conviennent aux bovins.

## Les monts de la Margeride

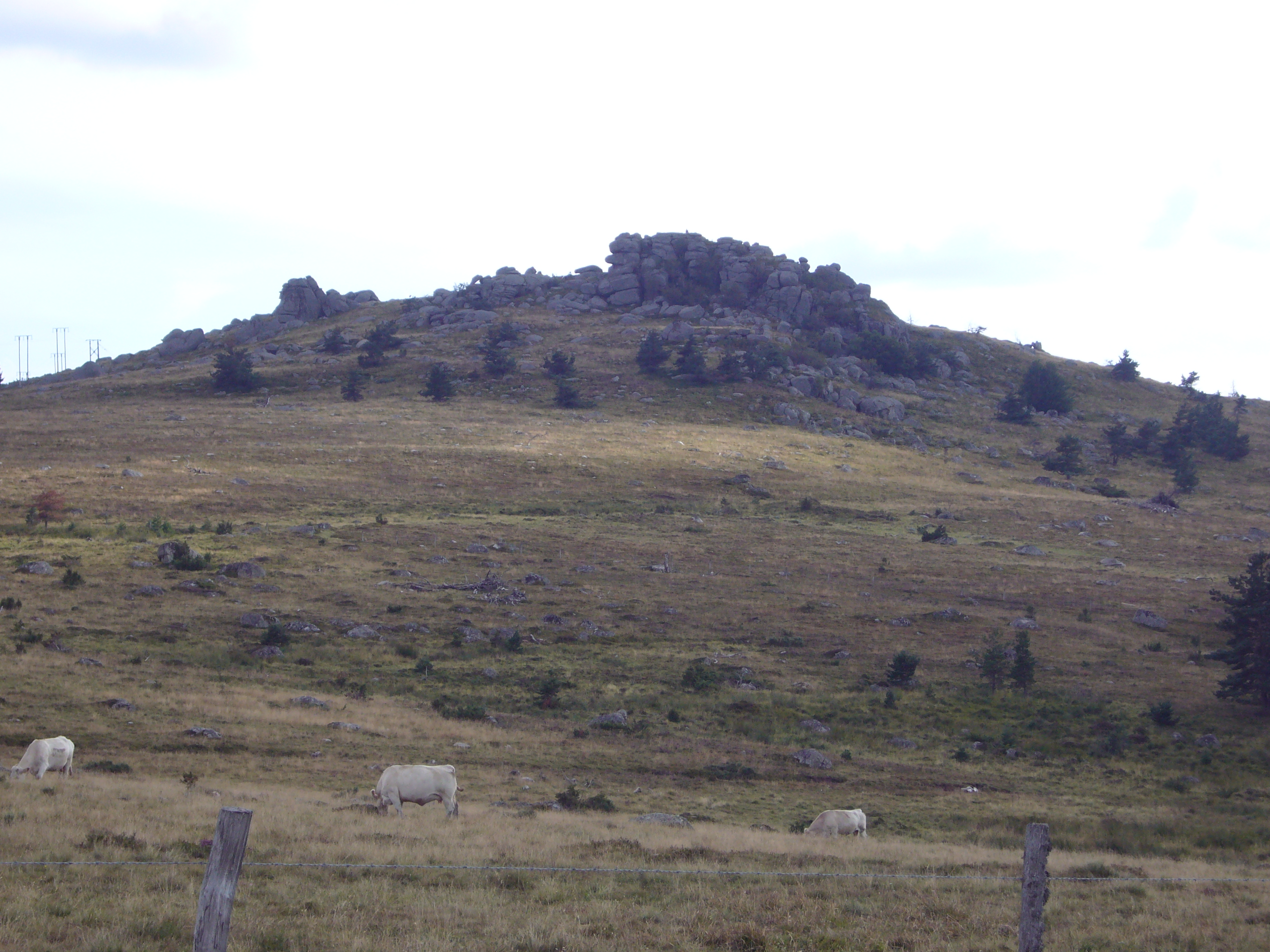
Le signal de Randon vu du col du Cheval Mort.

Les monts de la Margeride au nord et au nord-est forment une vaste région granitique composée d'un horst au centre encadré de deux plateaux, à l'ouest (région de Saint-Chély-d'Apcher) et à l'est (région de Grandrieu et de Langogne). Le horst forme une longue barre de 40 km de long et de direction nord-sud qui ne s'abaisse jamais en dessous de 1 400 m d'altitude. Le point culminant atteint 1 551 m. Le climat est froid mais plus sec que dans l'Aubrac (moins de neige). La végétation est formée de forêts de résineux, de landes à bruyères et à genêts. On compte également de nombreuses tourbières.

## Les plateaux des Causses

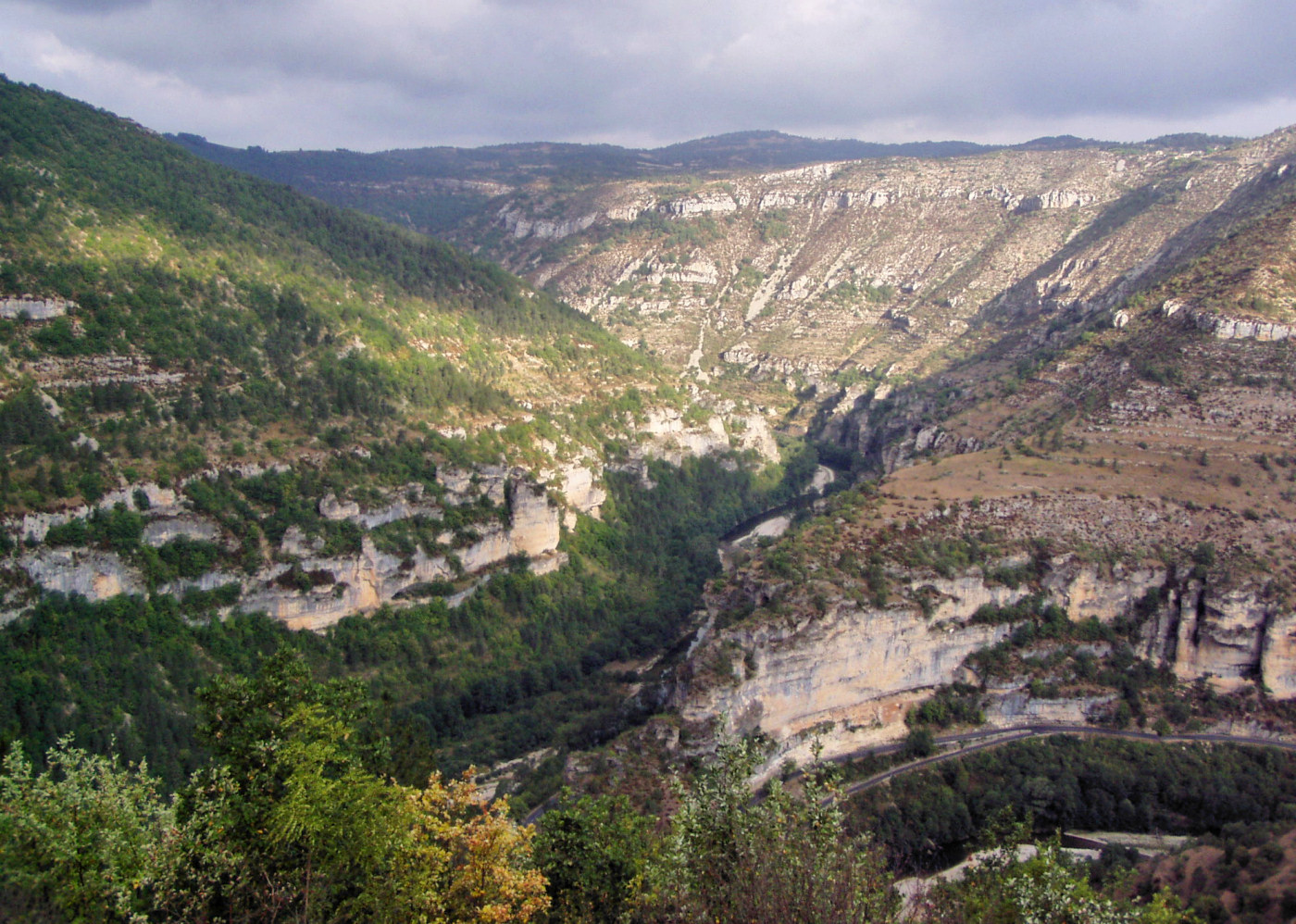
Gorges du Tarn.

Les plateaux des Causses au sud-ouest sont composés du causse de Sauveterre et du causse Méjean, hautes surfaces calcaires issues d'une sédimentation très épaisse à l'ère secondaire et exondées à l'ère tertiaire sans plissements. Les phénomènes karstiques y sont très nombreux : gouffres (aven), rivières souterraines, résurgences...Les deux plateaux sont séparés par le canyon du Tarn, qui constitue le site naturel le plus remarquable de la Lozère. L'altitude des plateaux varie de 900 à 1 250 m. Le climat a une affinité méditerranéenne marquée avec des étés chauds et secs. Toutefois, les hivers demeurent froids en altitude.

## Les Cévennes

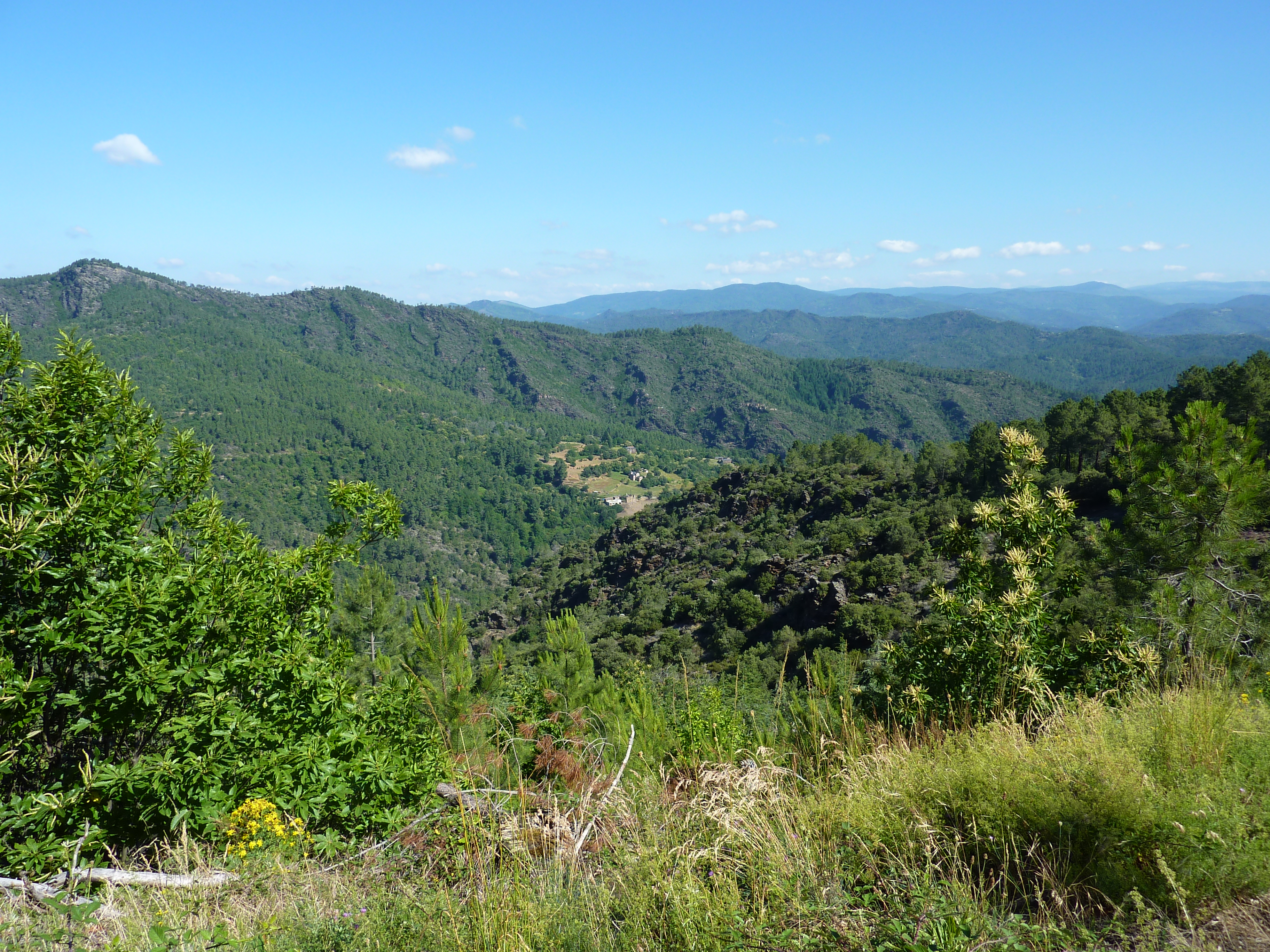
La vallée française dans les Cévennes.

Les Cévennes au sud-est forment des montagnes schisteuses et granitiques très accidentées. Elles portent le point culminant du département : le mont Lozère (1 699 m), sommet granitique. Les deux autres sommets importants sont, d'une part, tout au sud, le mont Aigoual (1 565 m), célèbre pour son climat extrême fait de pluies et de neiges très abondantes et de vents très violents (station météo) et d'autre part, la montagne du Bougès (1 421 mètres). Les dénivelés entre les sommets et les fonds de vallée sont importants (fréquemment supérieurs à 1 000 m). Le climat est dès lors très contrasté avec des sommets soumis à un climat rude au carrefour de plusieurs influences, et des vallées au climat méditerranéen. À l'automne, les précipitations venant de Méditerranée peuvent être très abondantes et entraîner des crues catastrophiques (épisode cévenol).

## La vallée du Lot
La vallée du Lot marque une césure importante au milieu du département et sépare deux ensembles très différents au point de vue climatique et géologique. Elle accueille la préfecture du département, Mende, à 700 m d'altitude, et constitue une importante voie de communication est-ouest (N 88 et ligne de chemin de fer le Monastier-la Bastide) au même titre que le couloir entre l'Aubrac et la Margeride emprunté par l'autoroute A75 et la ligne de chemin de fer Neussargues-Béziers dans le sens nord-sud.